# Mimosa burkartii
Mimosa burkartii là một loài thực vật có hoa trong họ Đậu. Loài này được Marchesi miêu tả khoa học đầu tiên.